# Cryptophagus ariadne
Cryptophagus ariadne là một loài bọ cánh cứng trong họ Cryptophagidae. Loài này được Otero & González miêu tả khoa học năm 1980.